# Dakhla Airport
Dakhla Airport is een vliegveld in Dakhla, Marokko
Het vliegveld wordt beheerd als een Marokkaans vliegveld door het staatsbedrijf ONDA en de Marokkaanse Koninklijke Luchtmacht.
De status van het gebied wordt internationaal betwist; zie ook Westelijke Sahara

## Vliegveld en faciliteiten
Het vliegveld wordt zowel voor commerciële luchtvaart als voor militaire vluchten gebruikt. De 3 km lange start/landingsbaan kan vliegtuigen ontvangen zoals de Boeing 737 of kleiner. De opstelruimte voor verkeersvliegtuigen is 18.900 m² groot en biedt plaats aan één Boeing 737 of kleiner.
De passagiers terminal heeft een oppervlakte van 670 m² en kan maximaal 55.000 passagiers per jaar verwerken.
Beschikbare openbare diensten of faciliteiten zijn: eerste-hulp post, gebedsruimte

### Navigatie systemen
De volgende radionavigatiesystemen zijn beschikbaar: VOR en DME

## Maatschappijen en bestemmingen
- Royal Air Maroc (Agadir, Casablanca, Laayoune)
- Royal Air Maroc (Seizoenlijk: Parijs-Orly)
- Binter Canarias (Las Palmas)
- Transavia France (Seizoenlijk: Parijs-Orly)

## Statistieken[1]
Vanwege een beveiligingsprobleem met de MediaWiki Graph-software is het momenteel niet mogelijk deze grafiek weer te geven. Zodra de software is bijgewerkt zal de grafiek vanzelf weer zichtbaar worden.
| Item               | 2008   | 2007   | 2006   | 2005   | 2004   | 2003   | 2002 |
| ------------------ | ------ | ------ | ------ | ------ | ------ | ------ | ---- |
| Verkeersbewegingen | 852    | 762    | 839    | 674    | 606    | 492    | na   |
| Passagiers         | 38.347 | 33.255 | 21.253 | 21.442 | 11.670 | 12.149 | na   |
| Vracht (tonnen)    | 29,93  | 48,63  | 59,77  | 61,06  | 140,96 | 107,81 | na   |